# Niviventer langbianis
Niviventer langbianis је врста глодара из породице мишева (лат. Muridae).

## Распрострањење
Врста има станиште у Вијетнаму, Индији, Кини, Лаосу, Мјанмару и Тајланду.

## Станиште
Врста Niviventer langbianis има станиште на копну.

## Угроженост
Ова врста није угрожена, и наведена је као последња брига јер има широко распрострањење.

### Популациони тренд
Популација ове врсте се смањује, судећи по расположивим подацима.